# Langhorns

Langhorns är en grupp från Lund i Sverige som spelar instrumental surfmusik. Gruppen bildades 1995 av Michael Sellers (gitarr) och Martin Berglund (bas).
En del av deras musik har använts i Nickelodeons tecknade TV-serie Svampbob Fyrkant och även i Sex and the City. Bandets musik förekommer även i filmerna Frostbiten och Vuxna människor.
Hittills har bandet släppt tre album på skivbolaget Bad Taste Records. Två av medlemmarna har ett förflutet i The Sinners.

## Medlemmar
- Michael Sellers – gitarr
- Martin Berglund – basgitarr
- Rikard Swärdh – trummor
- Erik Wesser – orgel

## Diskografi
- Langhorns (1998)
- Club Gabardino (1999)
- Mission Exotica (2003)
- Showstopper (2024)